# Optaleus
Optaleus là một chi bọ cánh cứng trong họ 
Elateridae.
Chi này được miêu tả khoa học năm 1857 bởi Candèze.

## Các loài
Các loài trong chi này gồm:
- Optaleus argentatus Candèze, 1874
- Optaleus cribratus (Blanchard, 1844)
- Optaleus fasciatus Candèze, 1857
- Optaleus limbatus Candèze, 1857
- Optaleus paleolatus Candèze, 1857